# Maria Śliwa
Maria Śliwa (ur. 29 lipca 1966 w Rybniku) – polska artystka fotograf. Członkini Okręgu Śląskiego Związku Polskich Artystów Fotografików.

## Działalność
Maria Śliwa mieszka i pracuje w Czerwionce-Leszczynach, od 1992 roku prowadzi własny zakład fotograficzny. Jest absolwentką Policealnego Studium Fotograficznego w Katowicach, Państwowej Wyższej Szkoły Filmowej, Telewizyjnej i Teatralnej im. Leona Schillera w Łodzi (studia licencjackie), Instytutu Twórczej Fotografii Uniwersytetu Śląskiego w Opawie.
Jest nauczycielką fotografii w Zespole Szkół im. Józefa Tischnera w Żorach. Od 1999 roku uczy fotografii w prywatnym Policealnym Studium Fotograficznym w Bielsku-Białej. W latach 2001–2002 pracowała jako asystent w Instytucie Sztuki Uniwersytetu Śląskiego w Katowicach (filia w Cieszynie). Od 2006 roku jest wykładowcą w Policealnym Studium Fotoedukacja w Katowicach, od 2007 roku jest wykładowcą w Zespole Szkół Technicznych i Ogólnokształcących (Technikum Fotograficzne) w Katowicach. Prowadzi wiele wykładów i warsztatów na temat fotografii studyjnej, portretowej, reklamowej oraz aktu i mody.
Maria Śliwa jest autorką i współautorką wielu projektów i wystaw fotograficznych; indywidualnych, zbiorowych, poplenerowych, pokonkursowych. W 1999 roku została przyjęta w poczet członków Okręgu Śląskiego Związku Polskich Artystów Fotografików (legitymacja nr 780).

## Wybrane projekty
- „Promyczki”; Portrety dzieci (1990)
- „Wizje”; Martwa natura w ujęciu abstrakcyjnym (1993–1995)
- „Szkło”; Szkło w ujęciu abstrakcyjnym (1995)
- „Panopticum”; Relacje między płciami i pokoleniami (1998–1999)
- „One, oni”; Człowiek w otoczeniu miejskim lub przemysłowym (2000–2002)
- „Relacje”; Międzyludzkie związki uczuciowe (2003)
- „Jestem”; Dokument z Domu Pomocy Społecznej (2004)
- „Mapa ciała”; Akt w ujęciu makro nasuwający skojarzenia z pejzażem (2005)[19]

Źródło